# Paroisse Saint-Loup
L'actuelle paroisse Saint-Loup est une paroisse catholique du diocèse de Grenoble-Vienne, répartie sur sept communes au sud de Grenoble et regroupant onze anciennes paroisses. Elle fait partie du doyenné « Montagnes Sud » du diocèse.

## Histoire
La paroisse Saint-Loup rassemble onze anciennes églises paroissiales situées sur sept communes au sud de Grenoble, totalisant environ vingt-deux mille habitants (17 895, selon les derniers chiffres du diocèse),.
C'est en l'an 2000 que l'ancien secteur pastoral du sud de Grenoble, constitué alors de sept anciennes paroisses, se regroupe et forme l'actuelle paroisse Saint-Loup, à la suite des orientations du IIe concile œcuménique du Vatican et des directives données par le Pape ainsi que par les évêques de France.

### Étymologie
Elle porte le nom de saint Loup, en référence au rocher de Saint-Loup qui surplombe la vallée de la Gresse et la ville de Vif, lui-même appelé ainsi en mémoire de saint Loup de Troyes, un moine devenu évêque de Troyes et compagnon de Germain d'Auxerre, ayant vécu au Ve siècle.

## Organisation

### L'équipe paroissiale
L'équipe paroissiale, reconnue par l'Évêque de Grenoble, est composée de sept membres actifs :
- Le curé ;
- Le prêtre coopérateur (ou vicaire) ;
- Le diacre permanent ;
- Quatre laïcs représentants des quatre différents relais de la paroisse.

Les différentes catégories de paroissiens (enfants, jeunes et adultes) participent elles aussi à l'animation. Environ 25 enfants servent la messe durant l'année, où elle est célébrée par roulement dans toutes les églises de la paroisse.

### Communes de la paroisse
Cette paroisse possède un vaste territoire, constitué des huit villes et villages suivants :
Vif, Le Genevrey (village de la commune de Vif), Les Saillants du Gua, Saint Barthélémy du Gua, Prélenfrey du Gua (trois villages de la commune du Gua), Varces-Allières-et-Risset, Saint-Paul-de-Varces, Saint-Georges-de-Commiers, Saint-Pierre-de-Commiers (village de la commune de Saint Georges de Commiers), Notre-Dame-de-Commiers et Miribel-Lanchâtre.

### Églises desservies
La paroisse Saint-Loup compte onze églises consacrées où sont célébrées plusieurs messes tout au long de l'année :
| Commune                   | Lieu de culte                   |
| ------------------------- | ------------------------------- |
| Vif                       | Église Saint-Jean-Baptiste      |
| Le Genevrey               | Église Sainte-Marie             |
| Varces-Allières-et-Risset | Église Saint-Pierre             |
| Saint-Paul-de-Varces      | Église Saint-Paul               |
| Les Saillants du Gua      | Église Saint-François-de-Salles |
| Saint-Barthélemy du Gua   | Église Saint-Barthélémy         |
| Prélenfrey                | Église Saint-André              |
| Miribel-Lanchâtre         | Église Sainte Marguerite        |
| Saint-Georges-de-Commiers | Église Saint-Georges            |
| Saint-Pierre-de-Commiers  | Église Saint-Pierre             |
| Notre-Dame-de-Commiers    | Église Notre-Dame               |

#### Les relais
La paroisse Saint-Loup est subdivisée en quatre relais géographiques différents : 
- Le relais Saint Bruno, composée des églises Sainte Marguerite, Saint-André et Saint-Barthélemy ;
- Le relais du Val des Commiers, composée des églises Saint-Pierre, Saint-Georges et Notre-Dame ;
- Le relais d'Uriol, composée des églises Saint-Paul et Saint-Pierre (de Varces) ;
- Le relais ViSaGe (Vif - Saillants - Genevrey), composée des églises Saint-Jean-Baptiste, Saint-François-de-Salles et Sainte-Marie.

### Vie de la paroisse
Un journal périodique paroissial, le bulletin des Onze Clochers, est publié plusieurs fois par an depuis 2011. Les anciens numéros peuvent être consultés sur le site officiel de la paroisse.

## Galerie

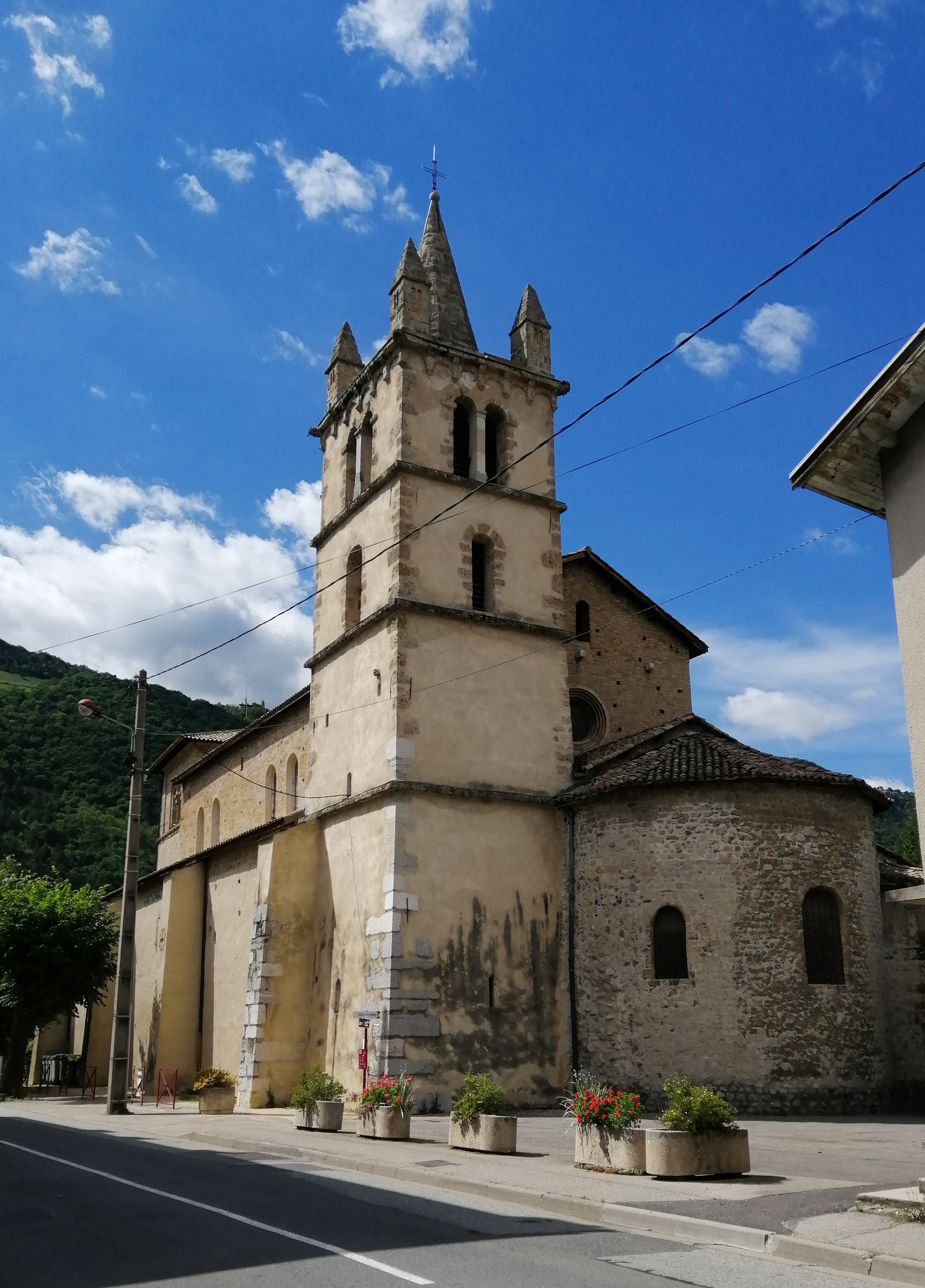
Église Saint-Jean-Baptiste de Vif.
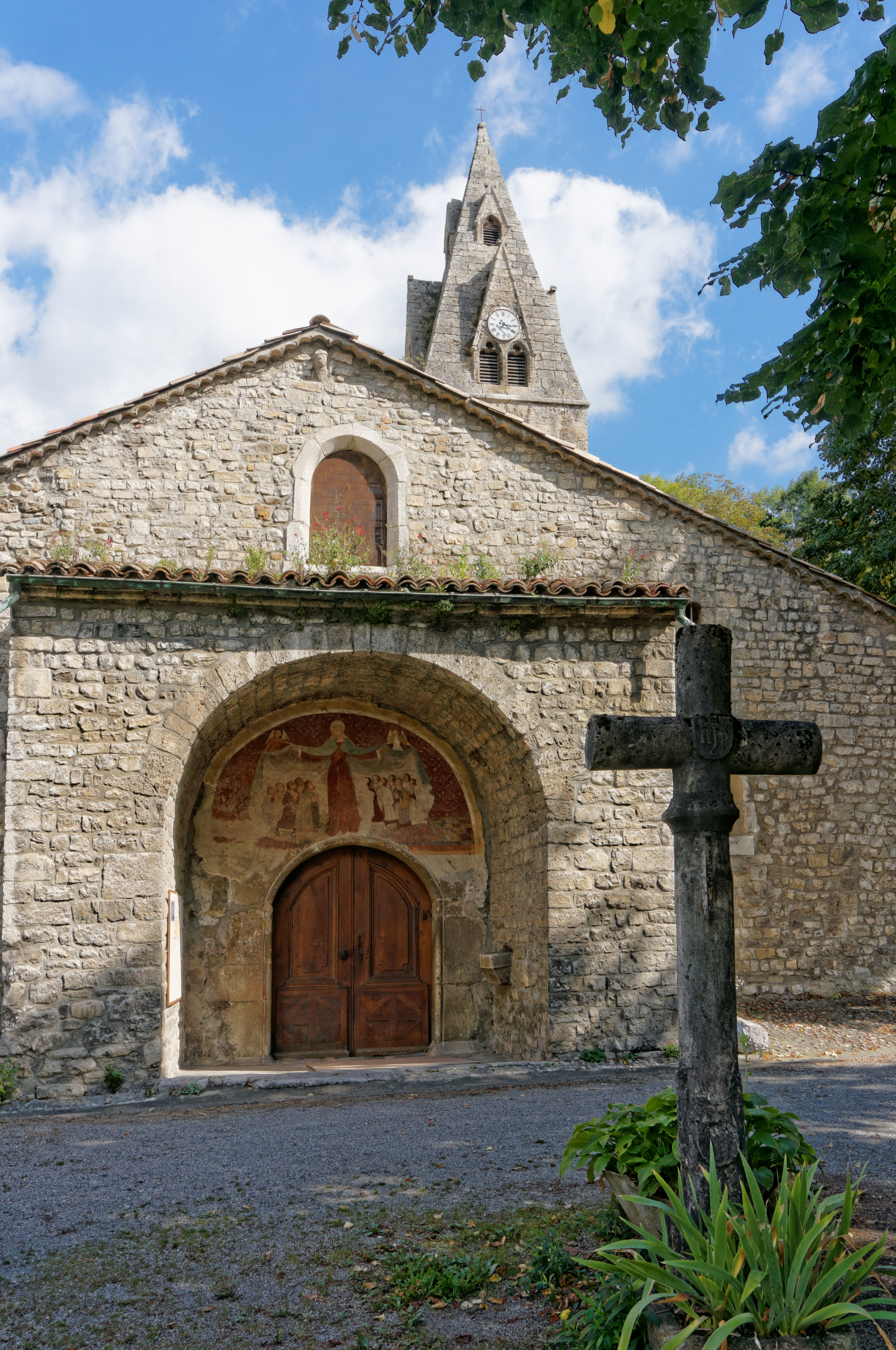
Église Sainte-Marie du Genevrey.
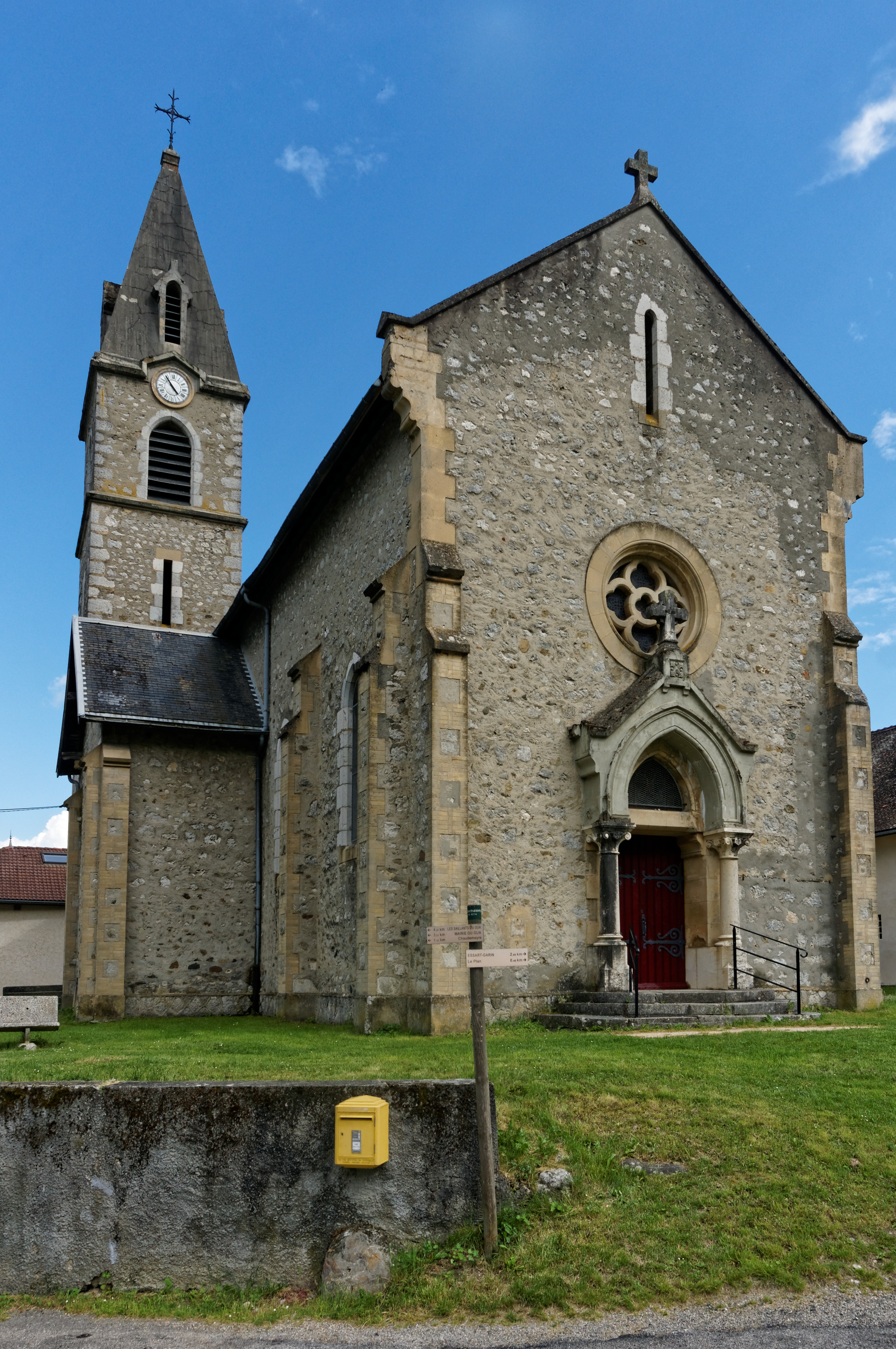
Église Saint-Barthélemy du Gua.
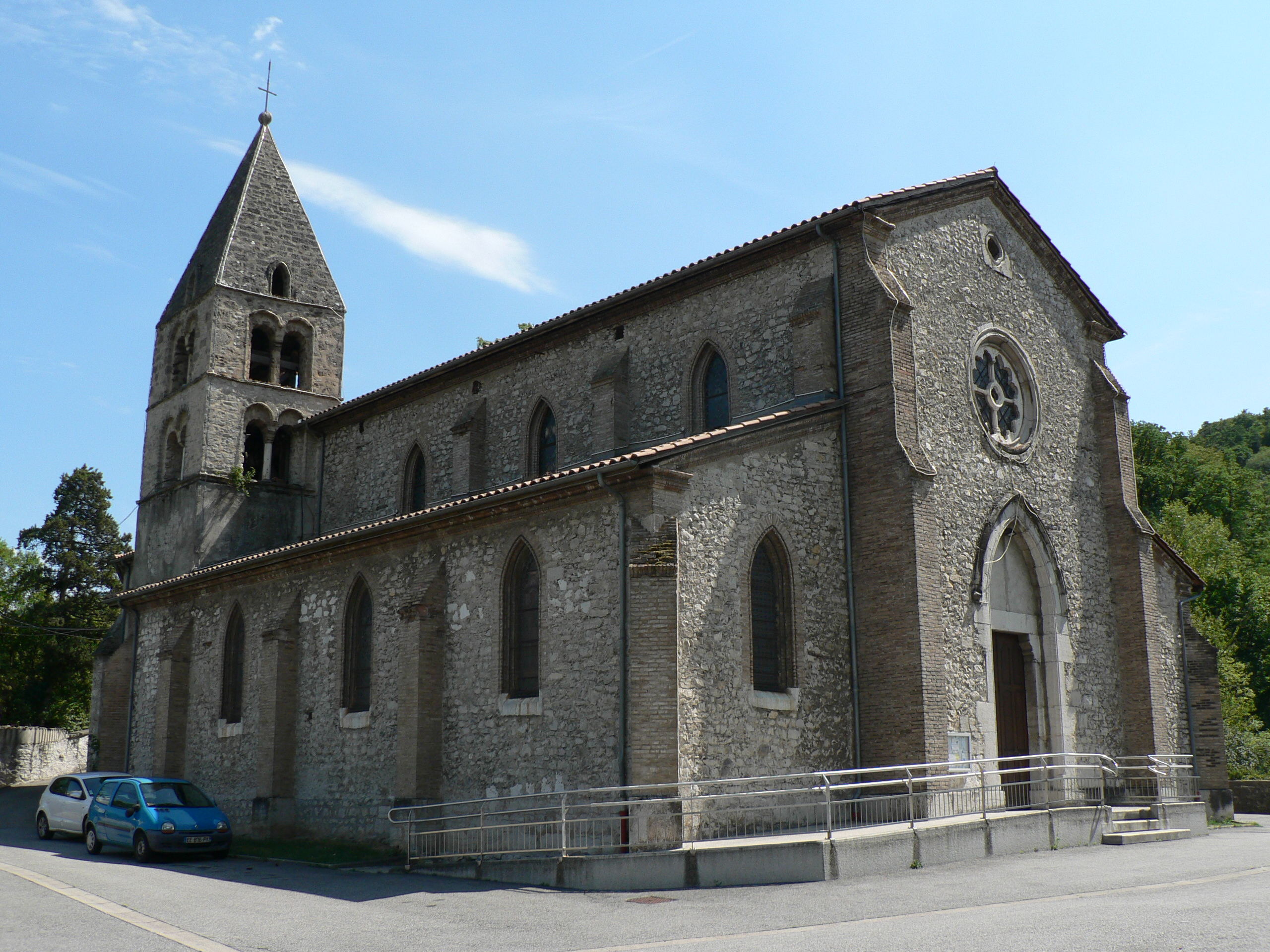
Église Saint-Pierre de Varces.
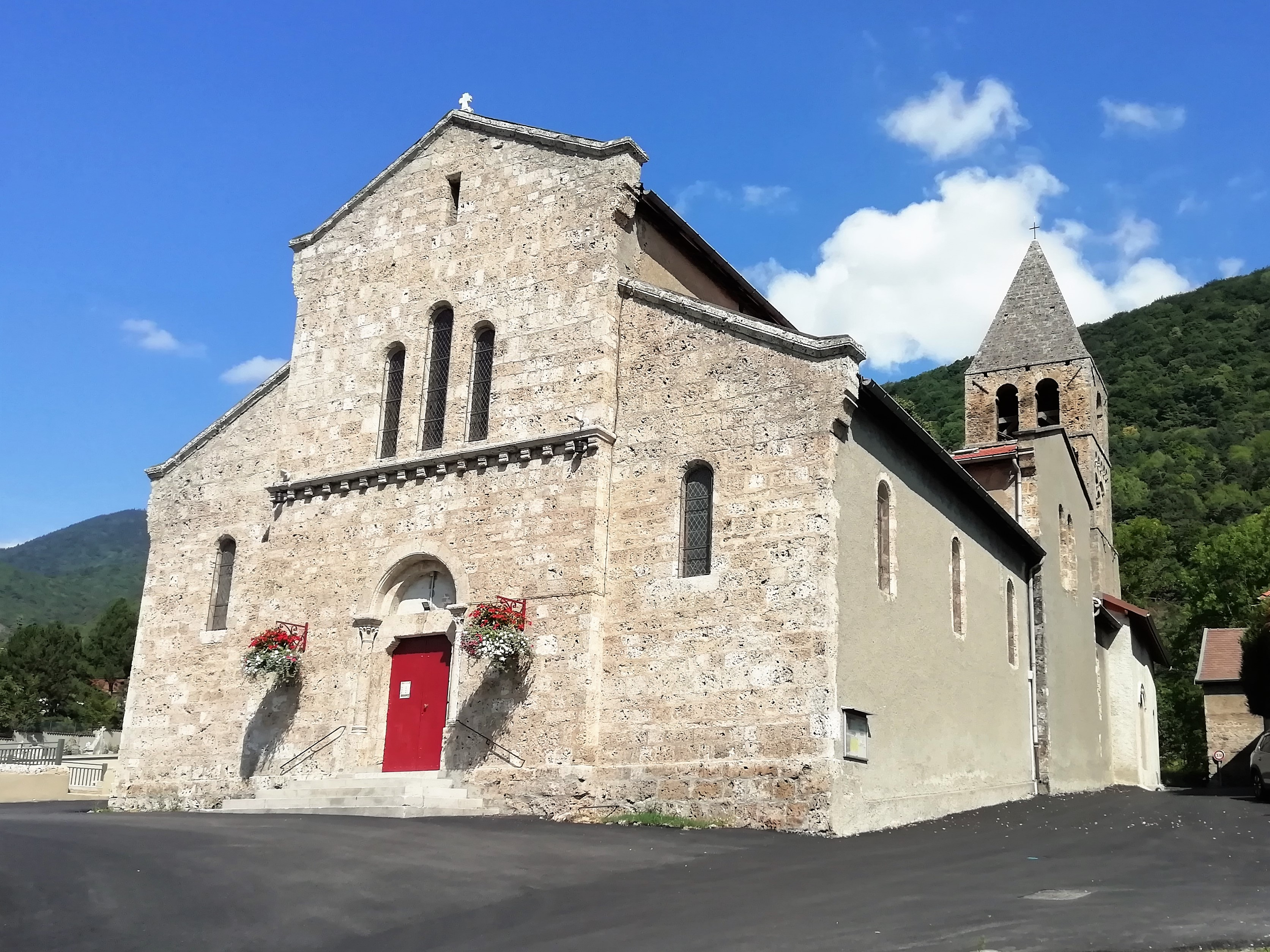
Église de Saint-Pierre-de-Commiers.
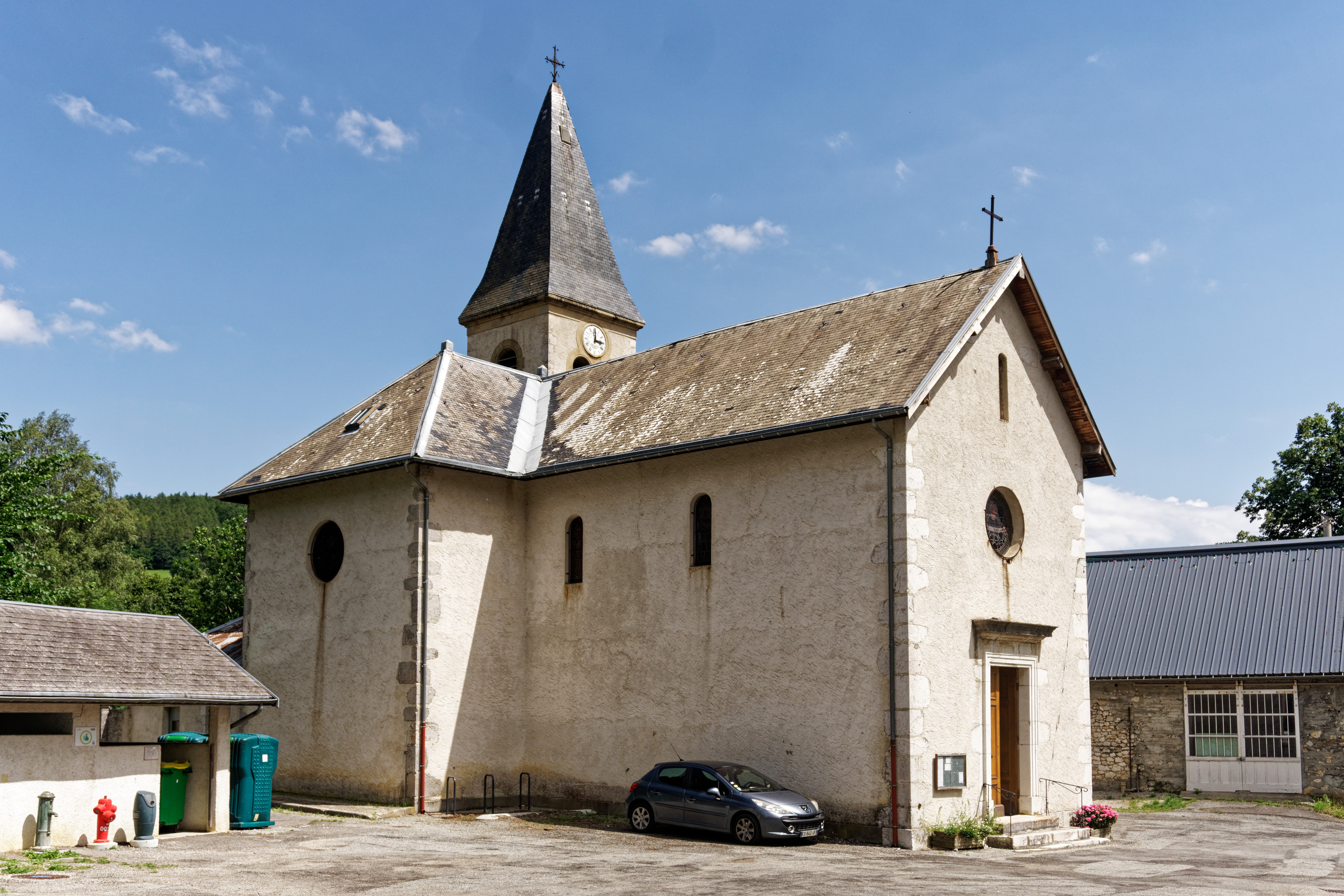
Église Saint-André de Prélenfrey.
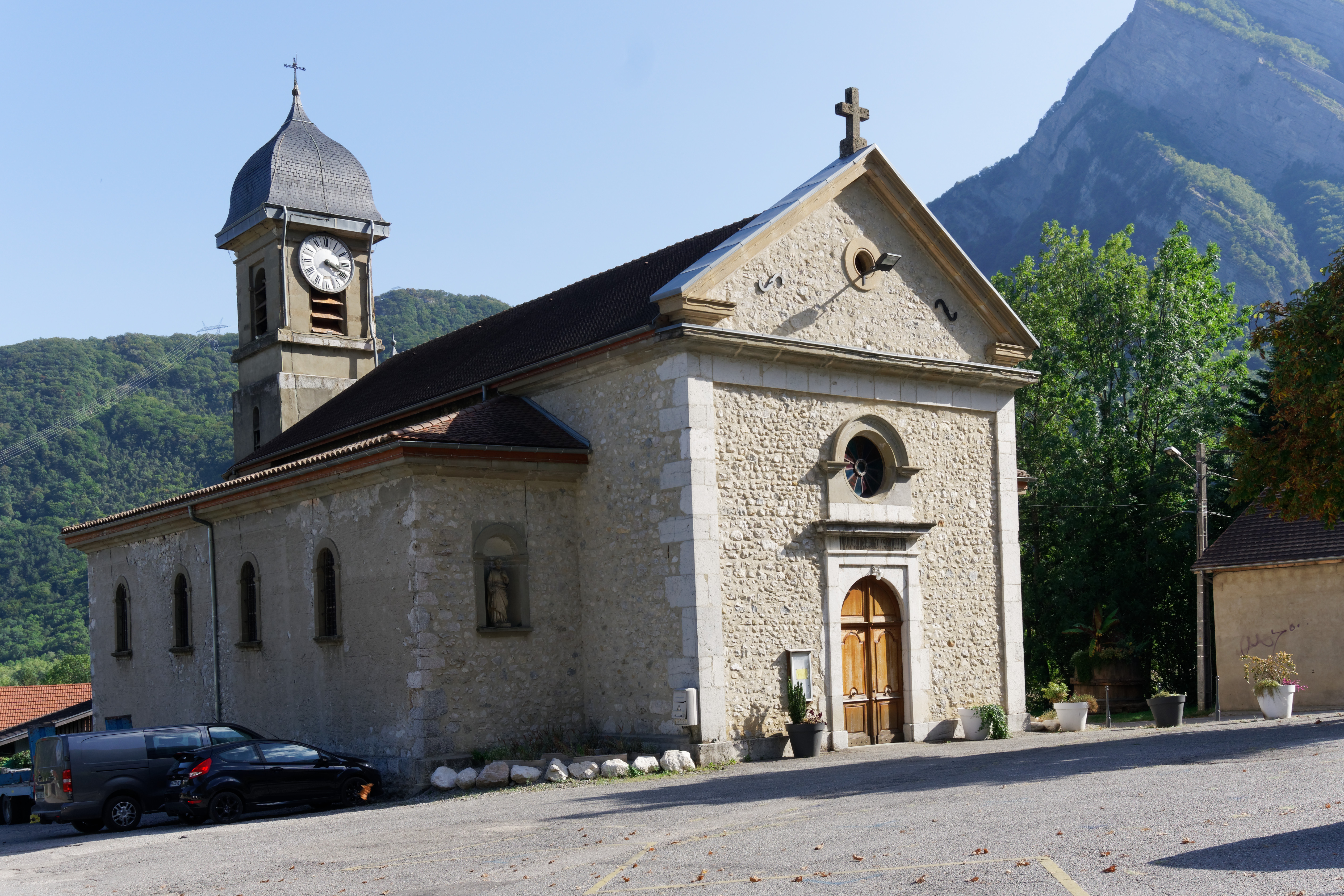
Église de Saint-Paul-de-Varces.
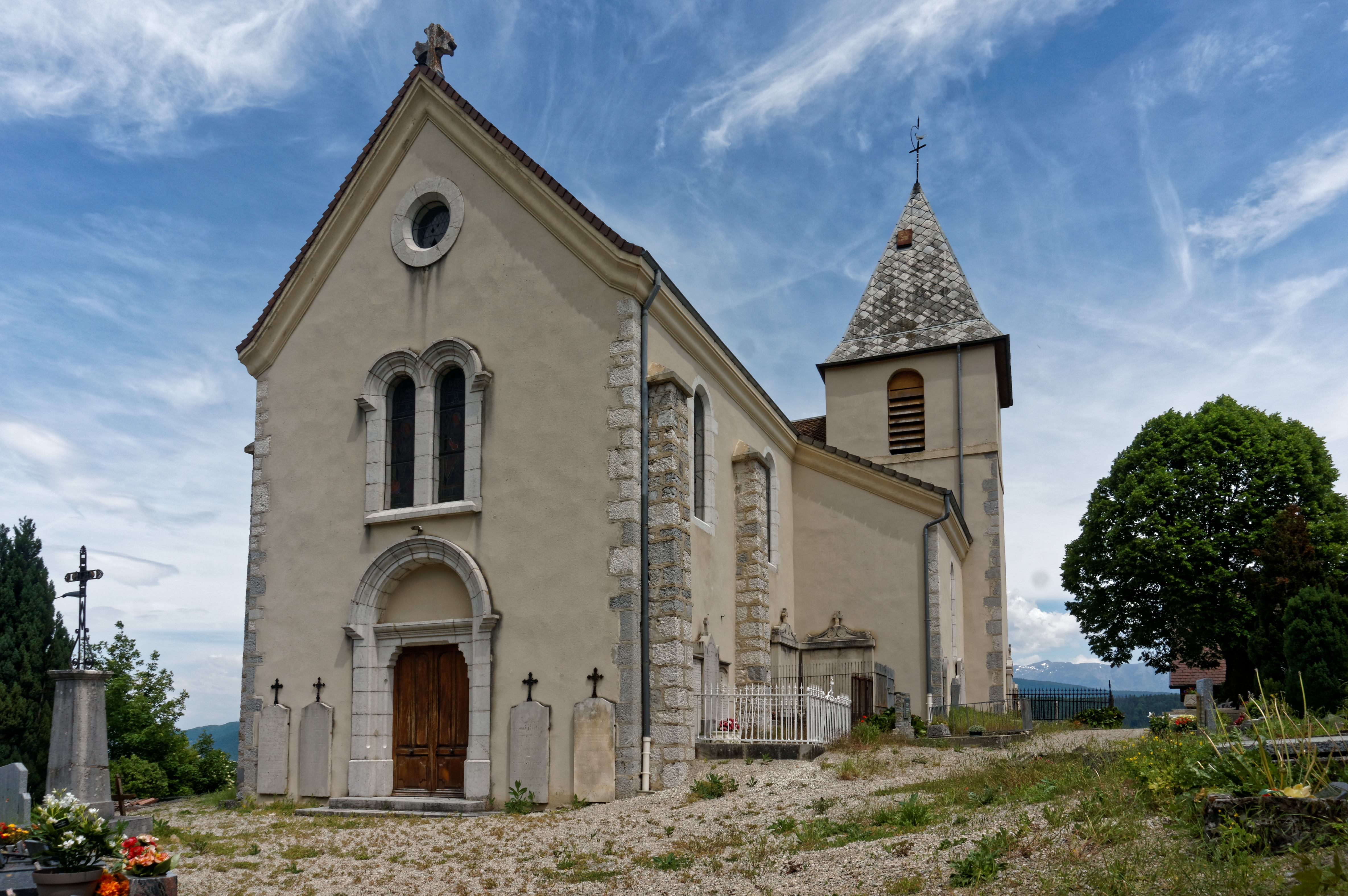
Église de Miribel-Lanchâtre.
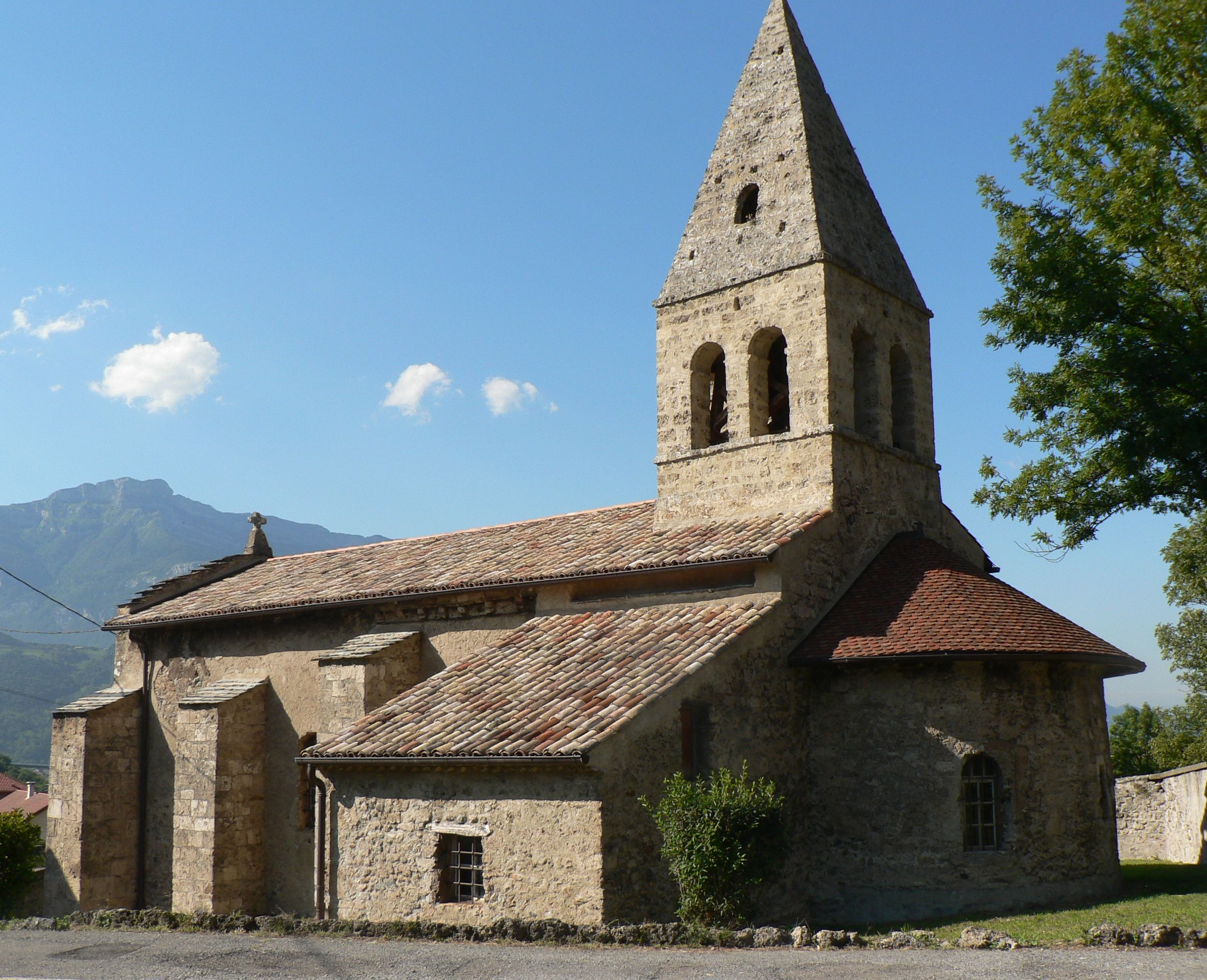
Église de Saint-Georges-de-Commiers.
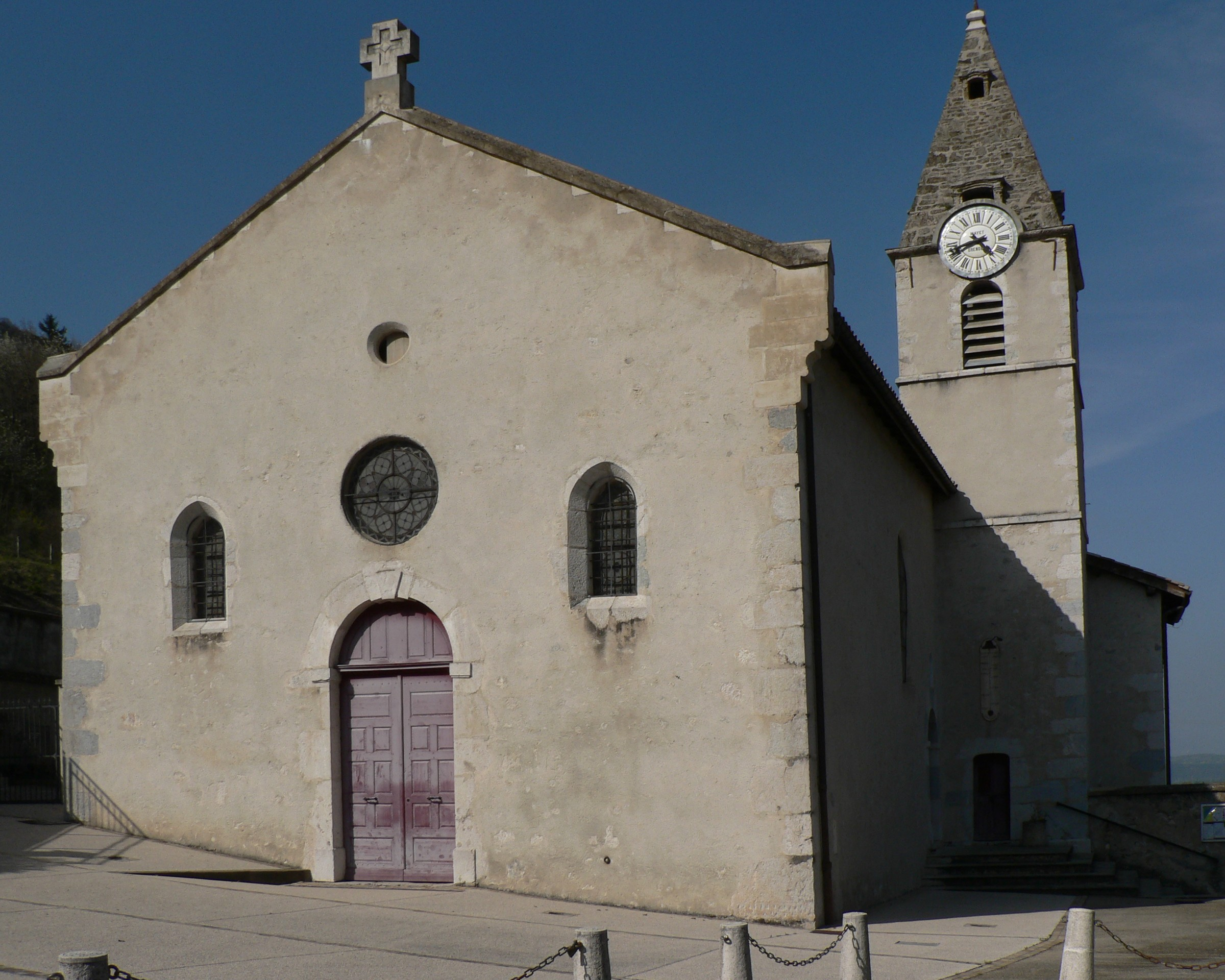
Église du Gua.

## Patrimoine religieux remarquable

### Sanctuaire de la Vierge Marie
Un sanctuaire consacré à la sainte Vierge Marie se trouve au sein de la paroisse. Situé dans la ville de Varces, sur les contreforts de l'extrémité nord de la montagne d'Uriol, c'est le sanctuaire de la Vierge de la Libération de Varces, édifié en 1946.

### Église Sainte-Marie du Genevrey

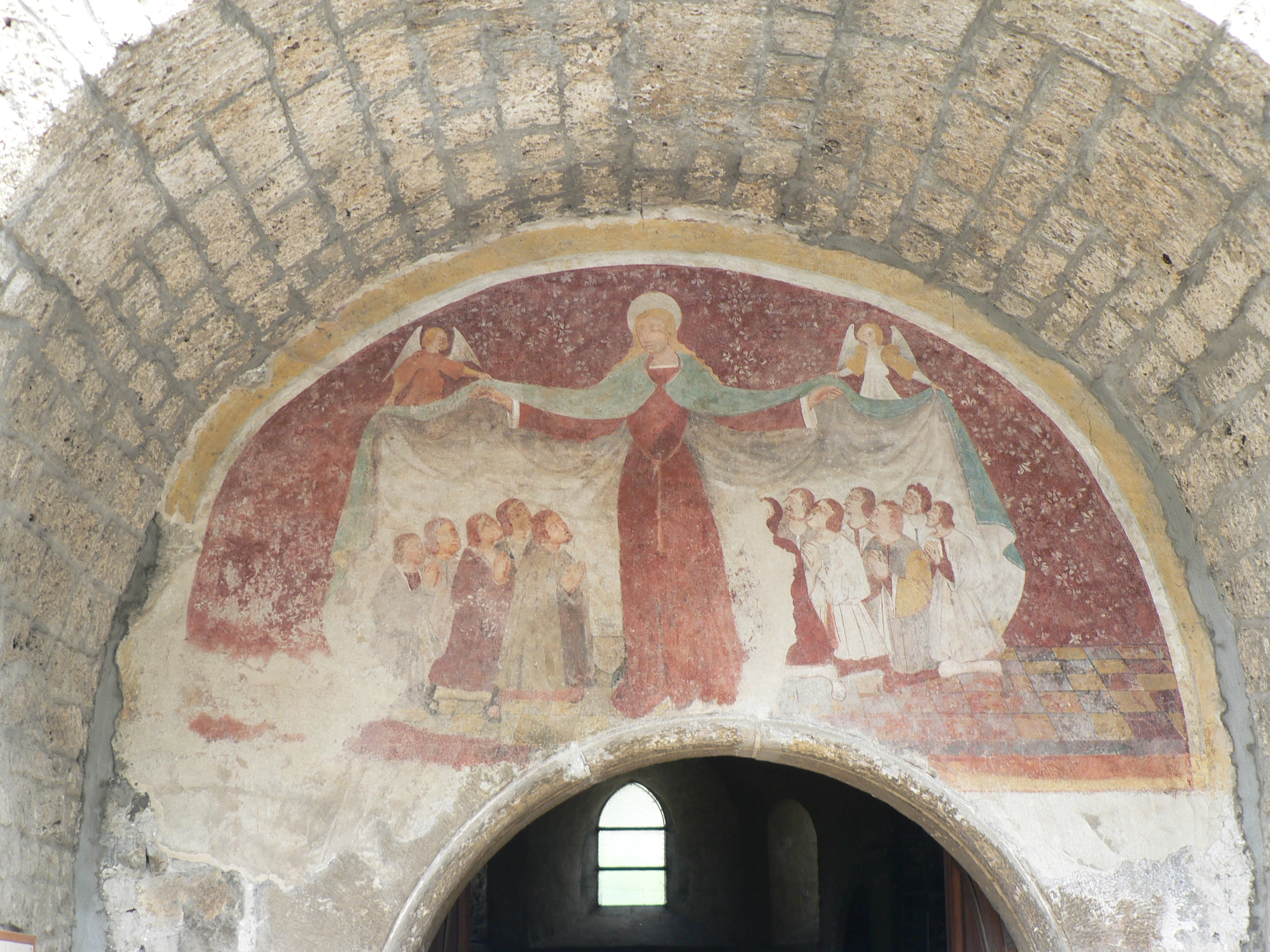
La Vierge au manteau de l'église Sainte-Marie.

L'église Sainte-Marie du Grenevrey est considérée comme l'une des églises d'époque médiévale les plus anciennes, homogènes et mieux conservées de la région. Une fresque de la Vierge au manteau est peinte sur le tympan de son porche d'entrée, seul exemple de la Vierge de Miséricorde dans l'agglomération grenobloise.
L'église est classée MH depuis 1908 et est aussi considéré comme un sanctuaire marial.

### Église Saint-Jean-Baptiste de Vif
Classé MH depuis 2011, l'église Saint-Jean-Baptiste est remarquable par son ancienneté et ses nombreux remaniements, mais aussi et surtout par les nombreux objets classés Monument Historique entre 1911 et 1968, parmi lesquels : cinq inscriptions (sur six présentes sur l'église) dont deux paléochrétiennes, une gallo-romaine et une inscription funéraire ; une cloche datée de 1666, une inscription commémorative de l'érection du clocher en 1686 et un calice du XVIIe siècle ont aussi été classés.
En plus des classements MH, l'église a révélé en 2007 la présence de peintures murales datant du XIVe siècle au XVe siècle quasi intactes dissimulées sous les couches de badigeon blanc de l'édifice.